# Сосна Торри
Сосна Торри (лат. Pinus torreyana) — североамериканский вид растений рода Сосна (Pinus) семейства Сосновые (Pinaceae).

## Ботаническое описание

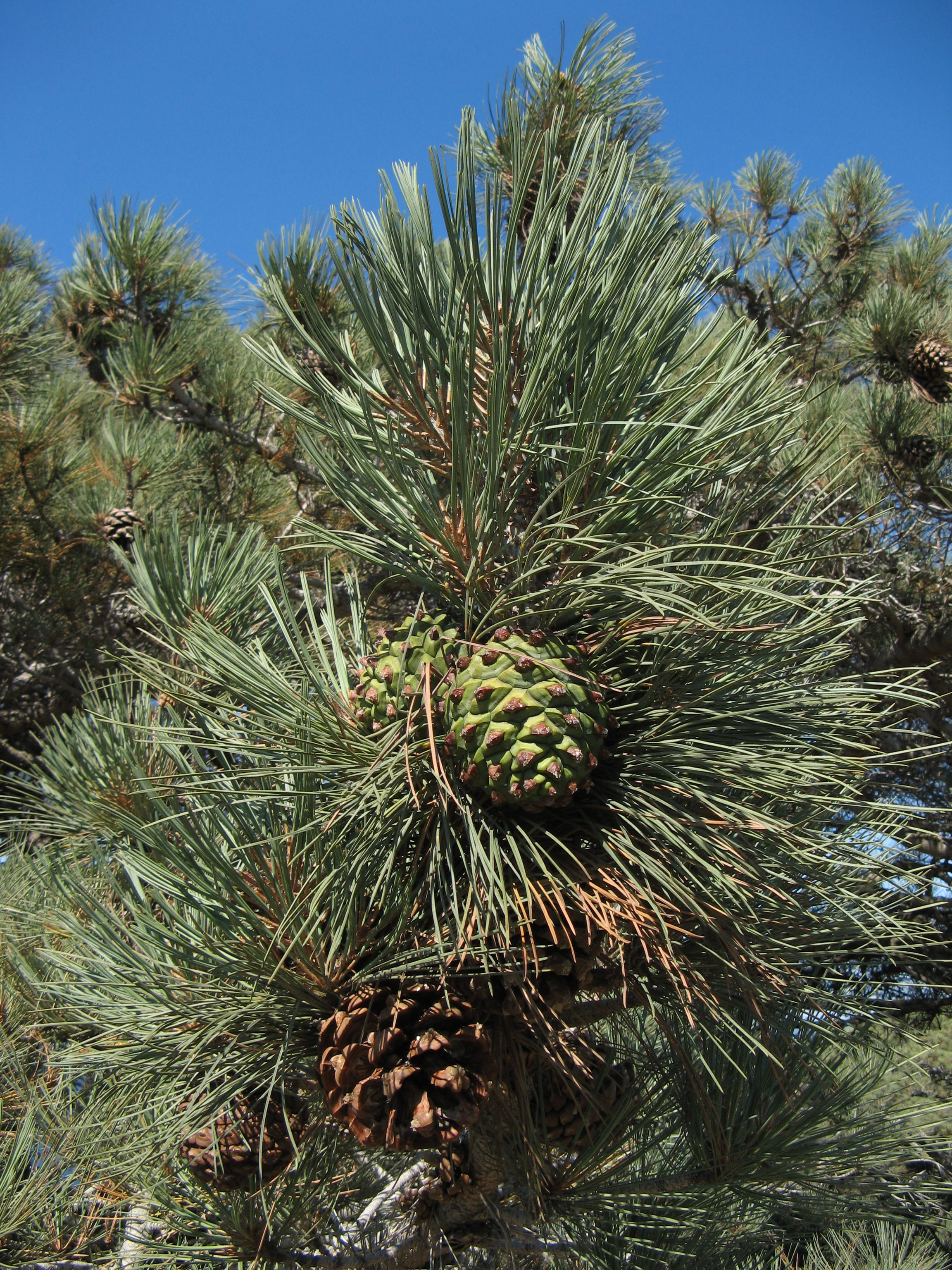
Женские шишки

Сосна Торри — дерево до 23 м в высоту, ствол которого достигает 1 м в диаметре, с округлой или неправильной кроной. Кора красно- или фиолетово-коричневая, чешуйчато-бороздчатая. Молодые ветки зелёные, затем темнеющие до тёмно-коричневых и почти чёрных.
Почки светло-коричневые, покрытые смолой, тупоконические или обратнояйцевидные, до 2,5 см.
Хвоя сохраняющаяся на протяжении 3—4 лет. Хвоинки собранные в пучки обычно по 5, до 30 см длиной, прямые или изогнутые, различных оттенков серо-зелёного цвета; края хвоинок зазубренные.
Мужские стробилы яйцевидной формы, около 2,5 см длиной, жёлтого цвета. Женские стробилы трёхлетние, симметричные, незрелые — узкояйцевидные, затем раскрывающиеся и становящиеся широкояйцевидными, жёлто- или красно-коричневого цвета, 10—15 см длиной. Чешуйки жёсткие, с заострённой верхушкой.
Семена обратнояйцевидной формы, около 2 см, коричневые, с крылом до 1,5 см.

## Ареал
Сосна Торри встречается только в Калифорнии в виде двух изолированных популяций, каждая из которых представляет собой отдельно классифицируемый подвид. Подвид torreyana произрастает на территории округа Сан-Диего, а insularis известен только на острове Санта-Роса, одном из островов Чаннел.

## Таксономия

### Синонимы
- Pinus lophosperma Lindl., 1860

### Подвиды
- Pinus torreyana subsp. insularis J.R.Haller, 1986
- Pinus torreyana Parry ex Carrière subsp. torreyana